# Sociedade Filarmónica Lira do Norte
Sociedade Filarmónica Lira do Norte é uma banda filarmónica dos Açores.

## Historial
A Sociedade Filarmónica Lira do Norte, mais conhecida por Banda Velha, foi fundada a 19 de Maio de 1867. A 11 de Outubro de 1868 a Banda Velha inaugurou o seu hino executado aquando da procissão de Nossa Senhora do Rosário, que ainda hoje se realiza, sendo a respectiva partitura de Jacinto Inácio Cabral, que foi mestre da capela da cidade de Ponta Delgada, autor do popular hino do Espírito Santo.
A sua dinâmica direcção em 13 de Março de 1879 deliberou abrir uma aula de Instrução - Primária, não só para filarmónicos como também para os seus sócios. No mesmo ano, em Julho, aproveitando ela a homenagem ao senhor José Maria Raposo de Amaral (ao qual foi-lhe oferecido um banquete), chefe do partido progressista que subira ao poder nessa ocasião, abrilhantou a banda tal festa, que lhe rendeu a oferta dum novo instrumental. Em 1884 o Conde da Praia e de Monforte, dotou a Lira do Norte com novo instrumental e fardamento, arcando ainda com as despesas da renda da sede e do respectivo Regente.
Em Dezembro de 1898 um misterioso e violento incêndio destruiu tudo quanto na sua sede se encontrava. Das mãos do comendador João Lourenço da Silva, seu conterrâneo, recebeu ela em Junho de 1902, a valiosa oferta dum valioso estandarte conseguido também adquirir sede própria.
Anualmente comparticipa do Império da Bandeira do Espírito Santo de Pentecostes, assim como, nos cortejos, procissões e concertos por toda a ilha de São Miguel.
De 1941 desempenhou esta Lira do Norte as funções da Banda da legião Portuguesa do então Distrito de Ponta Delgada, sendo, seu Presidente o Senhor José António de Fraga, importante comerciante da mesma localidade, hoje, Vila de Rabo de Peixe.
A Banda Velha mantêm como tradição, o cantar às estrelas e a festa em honra de Santa Cecília, padroeira da música e dos músicos.
Esta centenária banda já efectuou as seguintes digressões: Canadá, Estados Unidos da América, Santa Maria, Faial, Pico e ilha da Madeira.

## Discografia
- CD - Sociedade Filarmónica Lira do Norte (2002)
- DVD - Gravado ao vivo no CineTeatro Mira Mar, em Rabo de Peixe (2002)